# La Granjena
La Granjena är en ort i Mexiko.   Den ligger i kommunen Arandas och delstaten Jalisco, i den centrala delen av landet, 400 km väster om huvudstaden Mexico City. La Granjena ligger 1 986 meter över havet och antalet invånare är 157.
Terrängen runt La Granjena är en högslätt, och sluttar söderut. Runt La Granjena är det ganska tätbefolkat, med 72 invånare per kvadratkilometer. Närmaste större samhälle är Arandas, 10,1 km öster om La Granjena. I omgivningarna runt La Granjena växer huvudsakligen savannskog.